# 张掖大佛寺
38°55′48″N 100°27′17″E / 38.93000°N 100.45472°E
张掖大佛寺位于中国甘肃省张掖市甘州区民主西街大佛寺巷，始建于西夏永安元年（1098年），原名迦叶如来寺，明永乐九年（1411年）敕名宝觉寺，清康熙十七年（1678年）敕改宏仁寺，因寺内有巨大的卧佛像故名大佛寺，又名睡佛寺，1996年被列为第四批全国重点文物保护单位。
大佛寺占地约23000平方米，坐东朝西，现仅存中轴线上的大佛殿、藏经阁、土塔等建筑。大佛殿面阔九间（48.3米），进深七间（24.5米），高20.2米，二层，重檐歇山顶。殿内有彩绘泥塑31具，为西夏遗物。其中卧佛长34.5米，为中国现存最大的室内卧佛像。卧佛后有十大弟子群像，旁有优婆夷、优婆塞及十八罗汉等塑像。藏经阁面阔21.3米，进深10.5米，单檐歇山顶。土塔原名弥陀千佛塔，为砖土混筑密宗覆钵式塔，主塔高33.37米。
- 牌坊
- 大佛殿
- 大佛
- 原万圣殿旧址，后迁文庙大成殿于此，现为佛教艺术精品陈列厅
- 藏经殿（佛教经籍陈列厅）和土塔（弥陀千佛塔）